# 神品 (中国)
神品（しんぴん）とは、晩唐の評論家である朱景玄が、その著『唐朝名画録』で展開した、唐代画家の優劣を格付する上での最高位に当たる。この格付けでは中位の妙品（みょうひん）、下位の能品（のうひん）と3段階にわかれる。その基準は六朝時代の評論家である謝赫の画の六法を根拠としているが、この規範を超えた作品に対しては優劣が競えないとして逸品という品等を与えている。景玄が逸品に分類した画家は李霊省・張志和・王墨で、確かに画の六法では捉えられない画風であった。たとえば王墨の溌墨の技法は水墨画の端緒であり、その独創性は六朝時代の画論では評価しきれるところではない。
時代が下がった北宋の評論家である黄休復は『益州名画録』の中で新たな格付けを行い、上から順に逸格・神格・妙格・能格の4段階に分類した。逸格には孫位のみが加えられた。宋代の新たな絵画芸術を生み出そうとする胎動を感じさせる。